# Kommoenarka (metrostation)
Kommoenarka (Russisch: Коммунарка) is een station van de Troitskaja-lijn van de Moskouse metro dat op 28 december 2024 werd geopend.

## Geschiedenis
In 2012 werden twee okroegen ten zuiden van de MKAD door Moskou geannexeerd. Om deze een aansluiting op de metro te bieden werd besloten om met een nieuwe lijn, de Kommoenarka-radius, de vervoerscapaciteit te vergroten. Zodoende kunnen de extra reizigers uit de nieuwe woonwijken worden vervoerd zonder de bestaande lijnen extra te belasten. Deze reizigers zouden dan ten zuiden van de Grote Ringlijn over de nieuwe lijn reizen en zich bij het noordelijke eindpunt Oelitsa Novatorov via de Grote Ringlijn verdelen. In 2013 was er nog sprake van zes stations waarvan de zuidelijkste zou komen bij het dorp Kommoenarka dat dan ook zowel de lijn als het station haar naam gaf. 
In februari 2016 kondigde de burgemeester van Moskou, bij de opening van Salarjevo, aan dat hij lijn 1 wilde doortrekken naar Kommoenarka. Het tracé van deze verlenging werd in 2017 vastgelegd en kwam in de middenberm van de autoweg die ten zuiden van Kommoenarka in aanbouw was. Het eindpunt werd gebouwd bij Stolbovo een dorp iets ten zuiden van Kommoenarka. In oktober 2018 werd de naam van dat station, dat als overstapstation tussen beide lijnen moest dienen, gewijzigd in Kommoenarka. Het stationsdeel voor de Kommoenarkalijn werd op 21 oktober 2019 goedgekeurd onder de naam Stolbovo. Op 20 juli 2021 kreeg ook Stolbovo de naam Kommoenarka en het aanvankelijk geplande eindpunt kreeg de naam Batsjoerinskaja. Inmiddels was Troitsk als het zuidelijke eindpunt van de verdere verlenging naar het zuiden vastgelegd en daarom werd eveneens op 20 juli 2021 de naam van de lijn gewijzigd in Troitskaja. In de zomer van 2024 werd besloten om het overstappunt te noemen naar de okroeg waar het ligt, zodoende was de naam Kommoenarka weer beschikbaar en kreeg het station bij Kommoenarka op 3 juli 2024 de oorspronkelijk geplande naam terug. 

## Ligging en inrichting
Het station ligt aan de westrand van Kommoenarka. Het ondiep gelegen zuilenstation heeft een rij zuilen in het midden van het perron.  

## Chronologie
- 17 april 2018: Gunning van de uitvoering van de bouw en installatiewerk van het traject  Oelitsa Novatorov – Kommoenarka aan JSC Mosinzjproject.
- Vierde kwartaal 2018 : Begin van de bouw van het station.
- 9 november 2021: De tunnels tussen de stations Kornilovskaja en Batsjoerinskaja zijn voor twee derde voltooid.